# Vier Weltweise
Die sogenannten Vier Weltweisen sind ein ikonologisches Motiv.
Das seltene Motiv fand auf astronomischen Kirchenuhren des hanseatischen Typus im Doberaner Münster und der Stralsunder Nikolaikirche Verwendung, wo sie die Zwickel ausfüllen.
Die Vierergruppe besteht aus Claudius Ptolemaios, einem der bekanntesten Astronomen des Altertums, Alfons X. von Kastilien, der die Bewegungen des Mondes und der Planeten neu berechnen ließ (Alfonsinische Tafeln), Ali ibn Ridwan (Hali), einem ägyptischen Astrologen und Arzt des 11. Jahrhunderts, sowie Albumasar, persischer Astronom des 9. Jahrhunderts.
Auf der Astronomischen Uhr in St. Nikolai (Stralsund) sind die vier Weltweisen wie folgend abgebildet dargestellt:

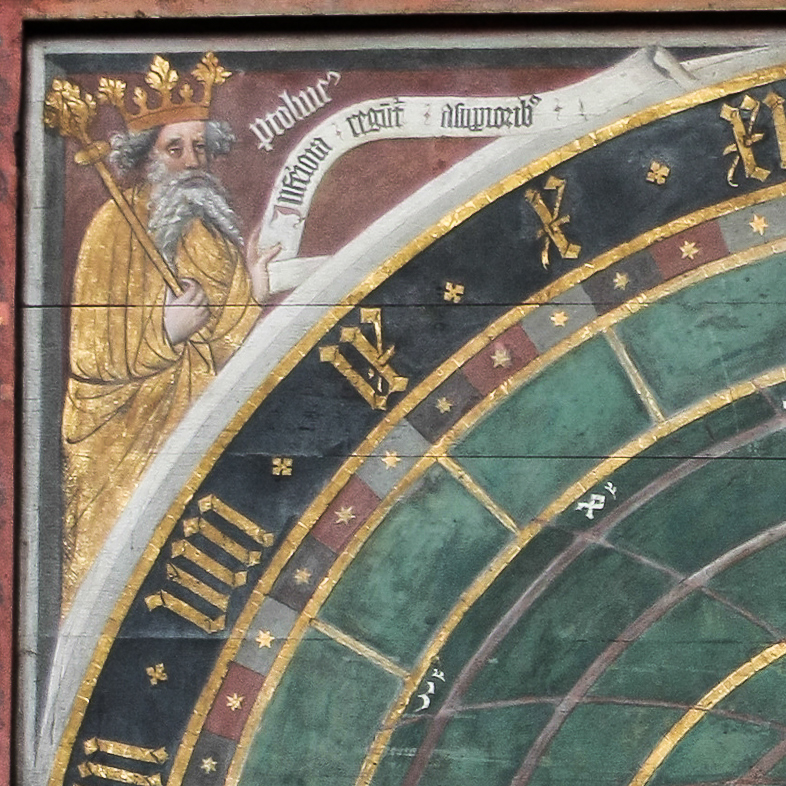
Claudius Ptolemaios
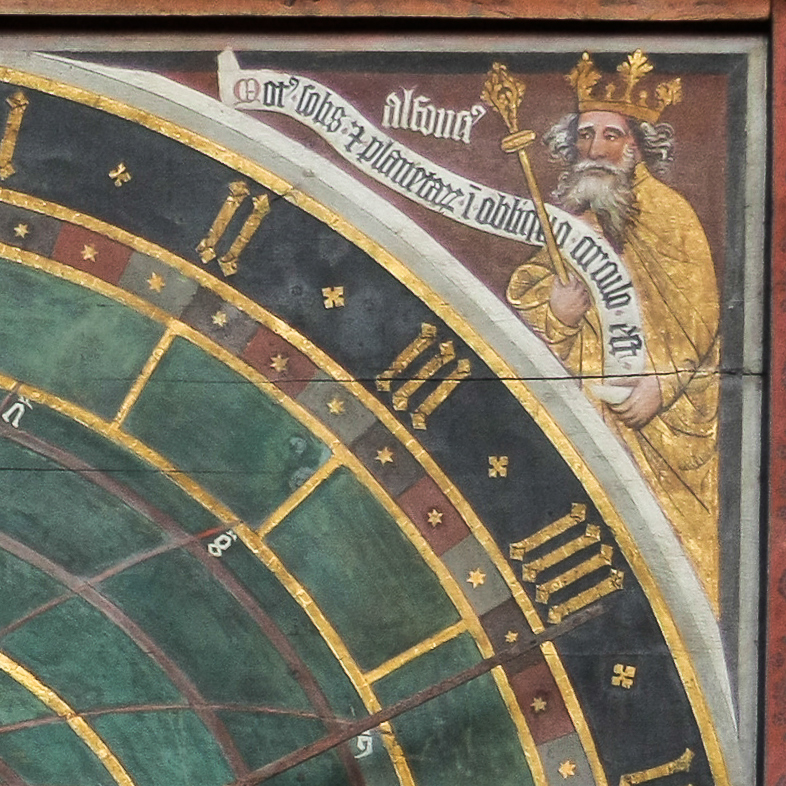
Alfons X.
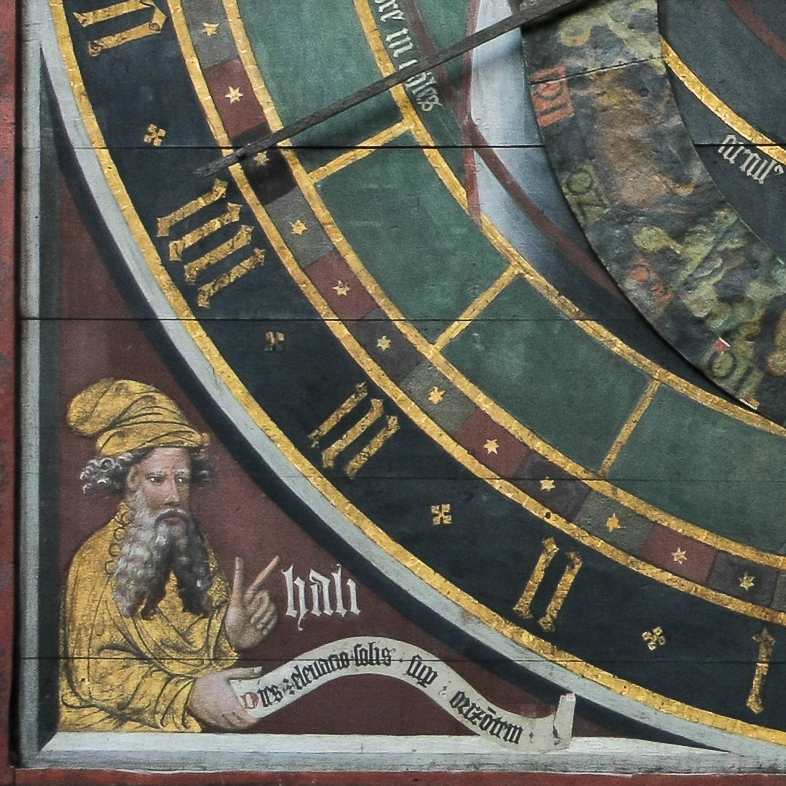
Ali ibn Ridwan
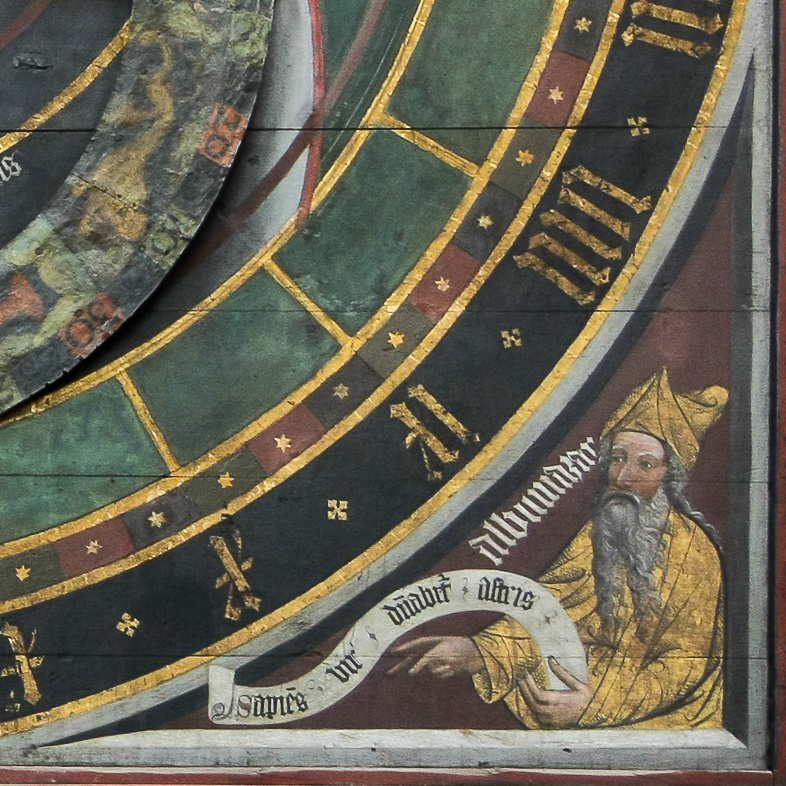
Albumasar